# Бекстер (округ, Арканзас)
Шаблон:StateAbbr_ 36°18′25″ пн. ш. 92°21′17″ зх. д. / 36.306944444444° пн. ш. 92.354722222222° зх. д.
Округ Бекстер (англ. Baxter County) — округ (графство) у штаті Арканзас. Ідентифікатор округу 05005.

## Історія
Округ утворений 1873 року.

## Демографія
За даними перепису 
2000 року 
загальне населення округу становило 38386 осіб, зокрема міського населення було 12522, а сільського — 25864.
Серед мешканців округу чоловіків було 18424, а жінок — 19962. В окрузі було 17052 домогосподарства, 11792 родин, які мешкали в 19891 будинках.
Середній розмір родини становив 2,65.
Віковий розподіл населення поданий у таблиці:
| Стать    | До 15 років | 15-21 | 22-29 | 30-39 | 40-49 | 50-65 | 65-85 | Понад 85 |
| -------- | ----------- | ----- | ----- | ----- | ----- | ----- | ----- | -------- |
| Чоловіки | 3048        | 1404  | 1195  | 2020  | 2311  | 3727  | 4273  | 446      |
| Жінки    | 2832        | 1385  | 1168  | 2179  | 2524  | 4311  | 4725  | 838      |

## Суміжні округи
- Озарк, Міссурі — північ
- Фултон — схід
- Ізард — південний схід
- Стоун — південь
- Серсі — південний захід
- Меріон — захід

## Виноски
1. ↑  U.S. Decennial Census. United States Census Bureau. Архів оригіналу за 26 квітня 2015. Процитовано 25 серпня 2015.
2. ↑  Historical Census Browser. University of Virginia Library. Архів оригіналу за 11 серпня 2012. Процитовано 25 серпня 2015.
3. ↑  Forstall, Richard L., ред. (27 березня 1995). Population of Counties by Decennial Census: 1900 to 1990. United States Census Bureau. Архів оригіналу за 24 вересня 2015. Процитовано 25 серпня 2015.
4. ↑  Census 2000 PHC-T-4. Ranking Tables for Counties: 1990 and 2000 (PDF). United States Census Bureau. 2 квітня 2001. Архів оригіналу (PDF) за 18 грудня 2014. Процитовано 25 серпня 2015.
5. ↑  State & County QuickFacts. United States Census Bureau. Архів оригіналу за 6 липня 2011. Процитовано 19 травня 2014.(англ.) Наведено за англійською вікіпедією.
6. ↑  American FactFinder. Бюро перепису населення США. Архів оригіналу за 26 лютого 2012. Процитовано 31 січня 2008. [Архівовано 2008-05-21 у Wayback Machine.]

| США | Це незавершена стаття з географії США. Ви можете допомогти проєкту, виправивши або дописавши її. |